# Qasabiyeh
Qasabiyeh (tiếng Ả Rập: القصابية) là một ngôi làng Syria nằm ở Khan Shaykhun Nahiyah ở huyện Maarrat al-Nu'man, Idlib. Theo Cục Thống kê Trung ương Syria (CBS), Qasabiyeh có dân số 650 người trong cuộc điều tra dân số năm 2004.